# Dušan Petković
Dušan Petković (Belgrad, Sèrbia, 13 de juny de 1974) és un exfutbolista serbi. Va disputar 7 partits amb la selecció de Sèrbia.